# آشپزی عمانی

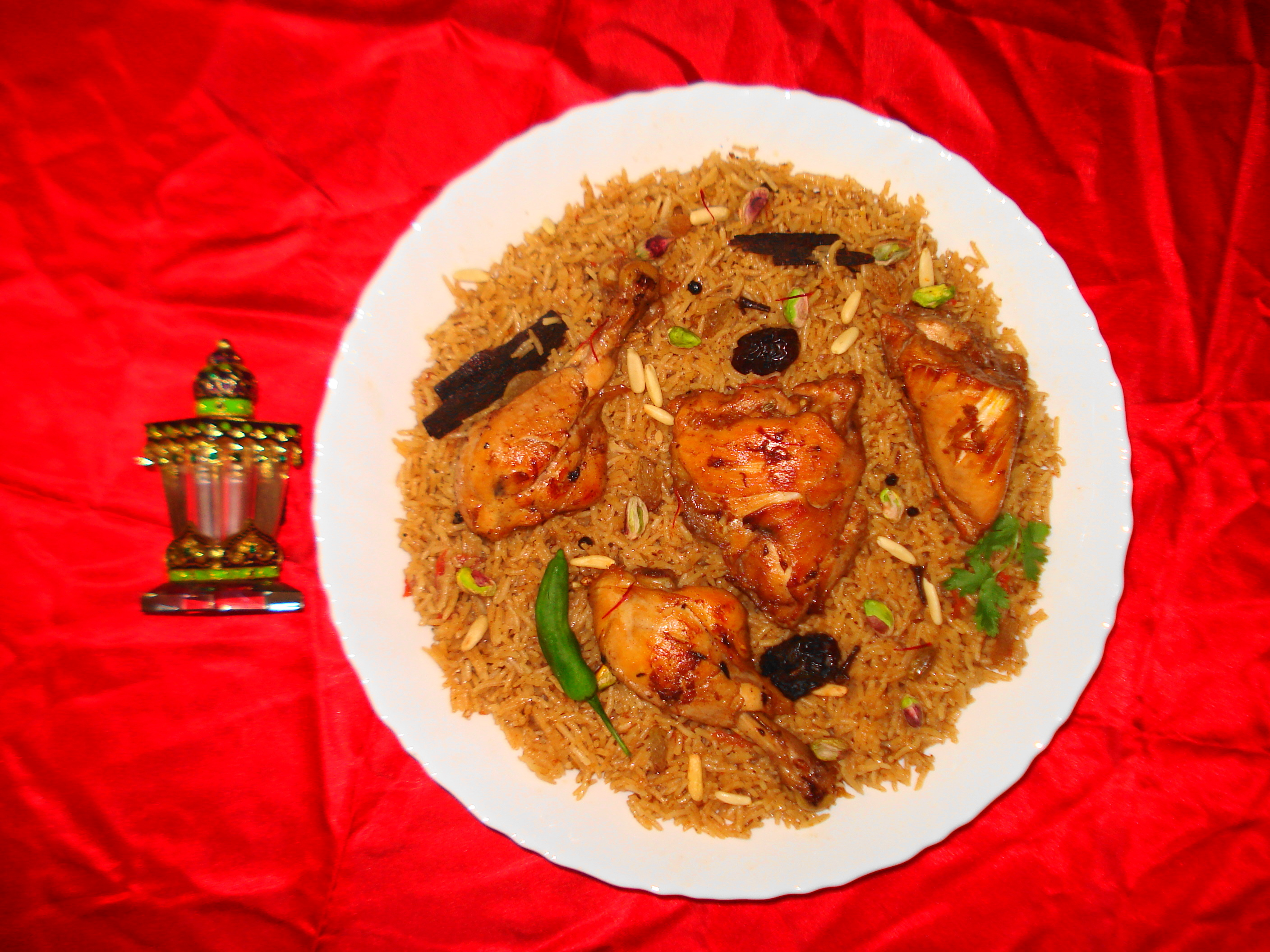
کبسا که در آشپزی خلیجی بیشتر به عنوان ماچبوس شناخته می‌شود.

آشپزی عمانی بخشی از آشپزی خلیجی هستند و تحت تأثیر آشپزهای عربی، پاکستانی، ایرانی، هندی، آسیایی، آشپزی مدیترانه شرقی و آشپزی آفریقایی قرار دارند، که نشان‌دهنده موقعیت عمان به عنوان یک امپراتوری تجاری وسیع در تقاطع مسیرهای سنتی تجارت ادویه است. غذاها معمولاً بر پایه مرغ، ماهی و گوشت بره، و همچنین ماده اصلی برنج تهیه می‌شوند. در بیشتر آشپزی عمانی این تمایل وجود دارد که شامل ترکیبی غنی از ادویه‌جات، گیاهان و مارینادها باشند. آشپزی عمانی با دیگر سبک‌های شبه جزیره عربستان متفاوت هستند، زیرا کمتر تند بوده و به ندرت گرم سرو می‌شوند.
طبق قوانین غذایی اسلامی، مصرف گوشت خوک برای مسلمانان در عمان ممنوع است. با این حال، واردات محصولات خوک به کشور مجاز بوده و محدود به غیرمسلمانان است.

## ویژگی‌ها
اگرچه آشپزی عمانی در مناطق مختلف عمان متفاوت است، اما بیشتر غذاها در سراسر کشور از ادویه کاری، گوشت پخته، برنج و سبزیجات تشکیل شده‌اند. سوپ‌ها نیز رایج هستند و معمولاً از مرغ، بره و سبزیجات (مثلاً بادمجان دودی) تهیه می‌شوند. وعده غذایی اصلی معمولاً در اواسط روز خورده می‌شود، در حالی که وعده شام سبک‌تر است.

## خوراک‌ها

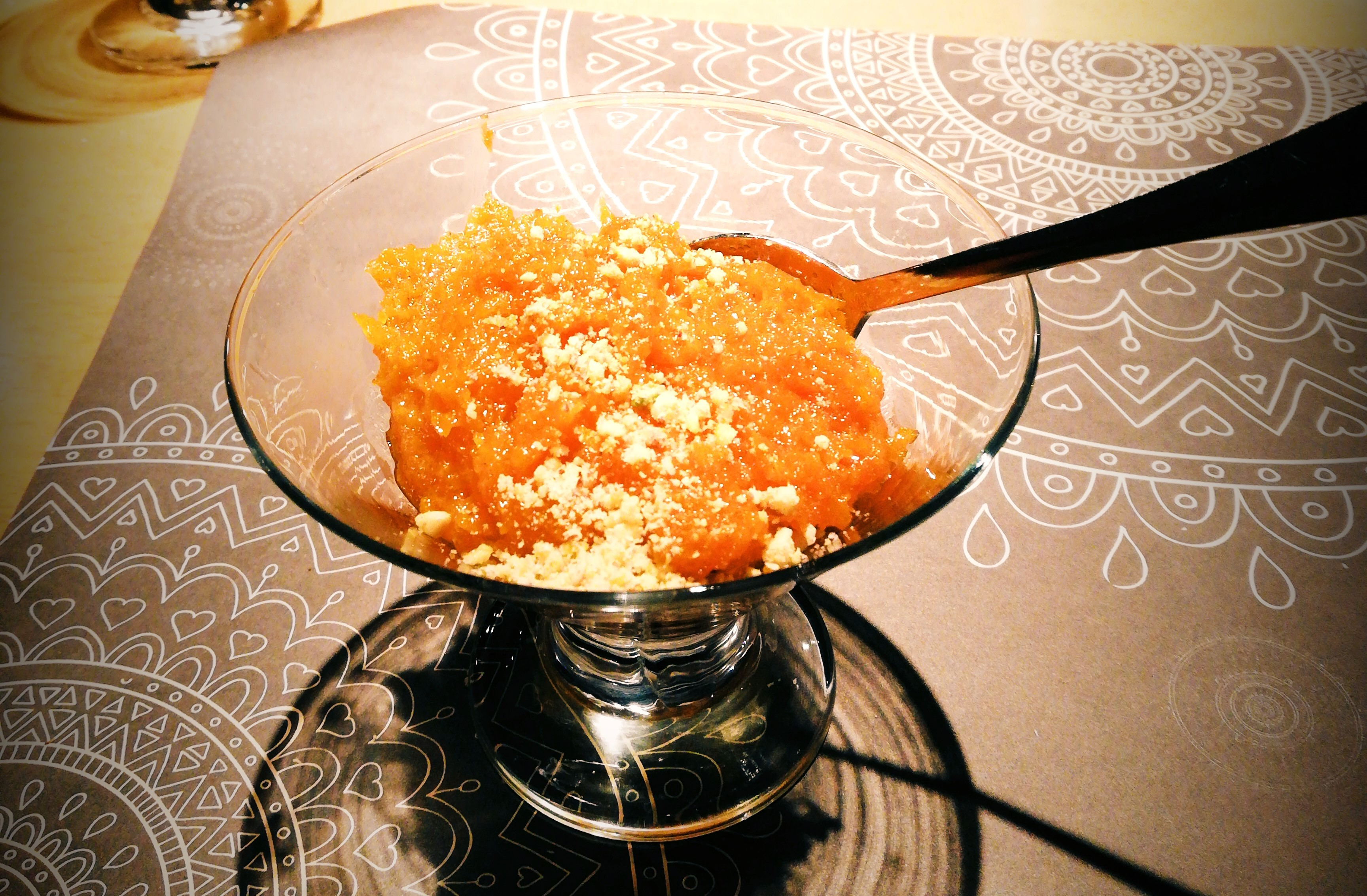
حلوای عمانی

- هریس گندم مخلوط با گوشت یا مرغ است که پخته می‌شود تا خمیر غلیظی تشکیل شود که با دست یا قاشق خورده می‌شود و با روغن حیوانی سرو می‌گردد.
- قابلی برنج مخلوط با گوشت شتر یا مرغ است که تا زمانی که گوشت یا مرغ و برنج خوب پخته شوند، پخته شده و در آخر مقداری روغن به آن اضافه می‌گردد و با دست خورده می‌شود.
- قهوه عمانی ترکیبی از قهوه با پودر هل است که اغلب به عنوان نمادی از مهمان‌نوازی سرو می‌شود. معمولاً با خرما و حلوای عمانی سرو می‌گردد.
- کباب غذایی است که از گوشت سیخ زده (معمولاً مرغ یا گوشت گاو) که با ادویه و نمک مزه دار شده و به صورت کبابی یا گریل شده تهیه می‌شود و در کنار آن سبزیجات سرو می‌گردد.
- ماشوای غذایی است که از یک شاه‌ماهی کامل کبابی تشکیل شده و با برنج لیمویی سرو می‌شود.
- مچبوس غذایی برنجی است که گاهی با زعفران طعم‌دار می‌شود و در همان آبی که مرغ یا گوشت در آن پخته شده‌اند، پخته می‌شود.
- مقلب، دل، جگر، ریه و سیرابی است که با ادویه‌های متنوعی از جمله دارچین، هل، میخک، فلفل سیاه، زنجبیل، سیر و جوز هندی پخته می‌شود.
- شوا غذایی است که فقط در مناسبت‌های جشن خورده می‌شود. این غذا از تکه‌های گوشت بز، گوسفند، گاو یا شتر تشکیل شده که در خمیر خرمای تند خوابانده شده و در فر مخصوصی که گودالی در زمین است، کباب می‌شوند. این روش معمولاً یک فعالیت جمعی توسط کل روستا است. گوشت با انواع ادویه‌ها طعم‌دار می‌شود، سپس در کیسه‌هایی از برگ‌های خشک پیچیده می‌شود که به نوبه خود در فر قرار می‌گیرند.
- ساخانا یک سوپ غلیظ است که از گندم، خرما، ملاس و شیر تهیه می‌شود و معمولاً در ماه رمضان خورده می‌شود.
- آلبادهیناجان مائه تواریخ نوعی کیک است که از بادمجان، خرما و پیاز تهیه می‌شود.
- موشلتات نوعی نان پهن گندم است که اغلب با پنیر، گوشت، عسل یا سبزیجات پر می‌شود.

## نوشیدنی‌ها
چای نوشیدنی ملی است، در حالی که قهوه برای مهمان‌نوازی نوشیده می‌شود. از دیگر نوشیدنی‌های محبوب می‌توان به لبان (نوعی دوغ شور)، نوشیدنی‌های دوغ، نوشابه‌ها و قهوه عمانی (قهوه) اشاره کرد.